# سرية عيينة بن حصن الفزاري
سرية عيينة بن حصن الفزاري هي سرية بعثها النبي محمد إلى بني تميم، في شهر محرم سنة 9 هـ.

## أسبابها
بعث النبي محمد الصحابي بشر بن أبي سفيان العدوي إلى قوم من خزاعة لكي يجمع الصدقات منهم بعد اسلامهم فجمعوا له ما طلبه، ولكن بنو تميم المجاورين لخزاعة في الأرض، استكثروا أخذ المسلمين لتلك الصدقات برغم من رضا خزاعة وقولها بإسلامها، فشهر بني تميم السيوف وأغاروا على خزاعة وتعهدوا بعدم خروج الصدقات ، وبهذا أدخلوا أنفسهم في حرب مع المسلمين. فعاد الصحابي بشر بن أبي سفيان العدوي من حيث أتى وأخبر النبي محمد بما حصل.

## الأحداث

### الهجوم على بني تميم
بعث النبي محمد عيينة بن حصن الفزاري إلى بني تميم في 50 فارسًا من العرب ليس فيهم مهاجري ولا أنصاري، فكان يسير الليل ويكمن النهار، فهجم عليهم في صحراء فدخلوا وسرحوا مواشيهم فلما رأوا الجمع ولّوا، وأخذ منهم 11 رجلاً، ووجدوا في المحلة 11 امرأة و30 صبيًا فجلبهم إلى المدينة المنورة.

### عفو النبي محمد عن أسرى تميم
أمر رسول الله بحبس الرهائن في دار «رملة بنت الحارث» وهي إحدى دور الضيافة التي كانت للنبي محمد في المدينة، وهي لصحابية من بني النجار. قدم وفد من رؤساء تميم، يعتذرون للنبي محمد عما حصل ويطلبون العفو عن الأسرى ، عفا النبي عن الأسرى والسبي، وتركهم يعودوا لقبيلتهم لم يمسسهم سوء. [ابن سعد 2/160] 

## ذكر السرية في كتب السير
ورد في كتاب عيون الأثر لمؤلفه أبو الفتح محمد بن محمد بن محمد بن سيد الناس اليعمري:
وَكَانُوا فِيمَا بَيْنَ السُّقْيَا وَأَرْضِ بَنِي تَمِيمٍ وَذَلِكَ فِي الْمُحَرَّمِ سَنَةَ تِسْعٍ قَالُوا: بعث رسول الله صلى الله عليه وسلم عيينة بن حصن الفزاري إلى بني تميم، فِي خَمْسِينَ فَارِسًا مِنَ الْعَرَبِ، لَيْسَ فِيهِمْ مُهَاجِرِيٌّ وَلا أَنْصَارِيٌّ، فَكَانَ يَسِيرُ اللَّيْلَ وَيَكْمُنُ النَّهَارَ، فَهَجَمَ عَلَيْهِمْ فِي صَحْرَاءٍ، فَدَخَلُوا وَسَرَّحُوا مَوَاشِيَهُمْ، فَلَمَّا رَأَوُا الْجَمْعَ وَلَّوْا، وَأَخَذَ مِنْهُمْ أَحَدَ عَشَرَ رَجُلا، وَوَجَدُوا فِي الْمَحَلَّةِ إِحْدَى وَعِشْرِينَ امْرَأَةً وَثَلاثِينَ صَبِيًّا، فَجَلَبَهُمْ إِلَى الْمَدِينَةِ، فأمر بهم رسول الله صلى الله عليه وَسَلَّمَ فَحُبِسُوا فِي دَارِ رَمْلَةَ بِنْتِ الْحَارِثِ، فَقَدِمَ فِيهِمْ عِدَّةٌ مِنْ رُؤَسَائِهِمْ، عُطَارِدُ بْنُ حَاجِبٍ، وَالزِّبْرِقَانُ بْنُ بَدْرٍ، وَقَيْسُ بْنُ عَاصِمٍ، وَالأَقْرَعُ بْنُ حَابِسٍ، وَقَيْسُ بْنُ الْحَارِثِ، وَنُعَيْمُ بْنُ سَعْدٍ، وَعَمْرُو بْنُ الأَهْتَمِ، وَرَبَاحُ بْنُ الْحَارِثِ بْنِ مُجَاشِعٍ، فَلَمَّا رَأَوْهُمْ بَكَى إِلَيْهِمُ النِّسَاءُ وَالذَّرَارِيُّ، فَعَجَّلُوا وَجَاءُوا إِلَى بَابِ النَّبِيِّ صَلَّى اللَّهُ عَلَيْهِ وَسَلَّمَ فَنَادَوْا: يَا مُحَمَّدُ، اخْرُجْ إِلَيْنَا، فَخَرَجَ رَسُولُ اللَّهِ صَلَّى اللَّهُ عَلَيْهِ وَسَلَّمَ وَأَقَامَ بِلالٌ الصَّلاةَ، وَتَعَلَّقُوا بِرَسُولِ اللَّهِ صَلَّى اللَّهُ عَلَيْهِ وَسَلَّمَ يُكَلِّمُونَهُ، فَوَقَفَ مَعَهُمْ، ثُمَّ مَضَى فَصَلَّى الظُّهْرَ، ثُمَّ جَلَسَ فِي صَحْنِ الْمَسْجِدِ، فَقَدَّمُوا عُطَارِدَ بْنَ حَاجِبٍ فَتَكَلَّمَ وَخَطَبَ، فَأَمَرَ رَسُولُ اللَّهِ صَلَّى اللَّهُ عَلَيْهِ وَسَلَّمَ ثَابِتَ بْنَ قَيْسِ بْنِ شَمَّاسٍ فَأَجَابَهُمْ وَنَزَلَ فِيهِمْ: إِنَّ الَّذِينَ يُنادُونَكَ مِنْ وَراءِ الْحُجُراتِ أَكْثَرُهُمْ لا يَعْقِلُونَ فَرَدَّ عَلَيْهِمْ رَسُولُ اللَّهِ صَلَّى اللَّهُ عَلَيْهِ وسلّم الأسرى والسبي.